# Toljen II.
Toljen II. je bil sin Toljena I., sina Miroslava Zavidovića, starejšega brata Štefana Nemanje, ki je v prvi polovici 13. stoletja vladal kot humski knez, * ni znano, † ni znano. 
Po smrti Miroslava in Toljena I. so se v Zahumju začeli nemiri, v katerih sta se za oblast borila Toljenova strica Andrej in Peter, na oblast pa je v neznanih okoliščinah prišel Toljen II. 
Srbski kralj Štefan Prvokronani je upravljanje Zahumja prepustil svojemu sinu Radoslavu, ki je leta 1228 postal srbski kralj. Toljen se kot humski knez omenja leta 1237. med vdorom ogrskega hercega Kolomana v Bosno in Hum. Napad je povzročila sprememba verske politike bosanskega bana Mateja Ninoslava, ki je bil naklonjen heretični Bosanski cerkvi. Koloman je na ukaz papeža Gregorja IX. in ogrskega kralja Béle IV. napadel Bosno in prodrl tudi v Hum. Kolomanov napad je izzval srbskega kralja Štefana Vladislava I., da je z vojsko prišel v Cetinsko krajino in sklenil obrambno zvezo s Splitom. 

## Vir
- Skupina avtorjev. Istorija srpskog naroda 1. SKZ. 1999.